# Momodu Mutairu
Momodu Mutairu (2 september 1976) is een voormalig Nigeriaans voetballer.

## Carrière
Momodu Mutairu speelde tussen 1995 en 2008 voor Julius Berger, Kawasaki Frontale, Montedio Yamagata en Dolphin.

## Nigeriaans voetbalelftal
Momodu Mutairu debuteerde in 1995 in het Nigeriaans nationaal elftal en speelde 2 interlands.